# Fußball-Weltmeisterschaft 1982/Ungarn
Dieser Artikel behandelt die ungarische Fußballnationalmannschaft bei der Fußball-Weltmeisterschaft 1982.

## Qualifikation
| Schweiz  | - | Ungarn   | 2:2 |
| Ungarn   | - | Rumänien | 1:0 |
| Norwegen | - | Ungarn   | 1:2 |
| Ungarn   | - | England  | 1:3 |
| Rumänien | - | Ungarn   | 0:0 |
| Ungarn   | - | Schweiz  | 3:0 |
| Ungarn   | - | Norwegen | 4:1 |
| England  | - | Ungarn   | 1:0 |

## Aufgebot
| Nummer / Name | Nummer / Name    | Damaliger Verein        | Geburtstag | Länderspiele |
| Torhüter      | Torhüter         | Torhüter                | Torhüter   | Torhüter     |
| ------------- | ---------------- | ----------------------- | ---------- | ------------ |
| 1             | Ferenc Mészáros  | Sporting Lissabon       | 11.04.1950 |              |
| 21            | Béla Katzirz     | Pécsi Munkas SC         | 27.07.1953 |              |
| 22            | Imre Kiss        | Tatabányai Bányász      | 10.08.1957 |              |
| Abwehr        |                  |                         |            |              |
| 2             | Győző Martos     | Thor Waterschei         | 15.12.1949 |              |
| 3             | László Bálint    | FC Toulouse             | 01.02.1948 |              |
| 4             | József Tóth      | Újpesti Dózsa           | 02.12.1951 |              |
| 6             | Imre Garaba      | Honvéd Budapest         | 29.07.1958 |              |
| 13            | Tibor Rab        | Ferencváros Budapest    | 02.10.1955 |              |
| 14            | Sándor Sallai    | Debreceni VSC           | 26.03.1960 |              |
| 18            | Attila Kerekes   | Békéscsabai Előre SSC   | 04.04.1954 |              |
| 19            | József Varga     | Honvéd Budapest         | 09.10.1954 |              |
| 20            | József Csuhay    | Videoton Székesfehérvár | 12.07.1957 |              |
| Mittelfeld    |                  |                         |            |              |
| 5             | Sándor Müller    | Hércules Alicante       | 21.09.1948 |              |
| 8             | Tibor Nyilasi    | Ferencváros Budapest    | 18.01.1955 |              |
| 12            | Lázár Szentes    | Rába ETO Győr           | 12.12.1955 |              |
| 16            | Ferenc Csongrádi | Videoton Székesfehérvár | 29.03.1956 |              |
| 17            | Károly Csapó     | Tatabányai Bányász      | 23.02.1952 |              |
| Angriff       |                  |                         |            |              |
| 7             | László Fazekas   | Royal Antwerpen         | 15.10.1947 |              |
| 9             | András Törőcsik  | Újpesti Dózsa           | 01.05.1955 |              |
| 10            | László Kiss      | Vasas Budapest          | 12.03.1956 |              |
| 11            | Gábor Pölöskei   | Ferencváros Budapest    | 11.10.1960 |              |
| 15            | Béla Bodonyi     | Honvéd Budapest         | 14.09.1956 |              |
| Trainer       |                  |                         |            |              |
|               | Kálmán Mészöly   |                         | 16.07.1941 |              |

## Spiele der ungarischen Mannschaft

### Erste Runde
| Pl. | Land        | Sp. | S | U | N | Tore    | Diff. | Punkte |
| --- | ----------- | --- | - | - | - | ------- | ----- | ------ |
| 1.  | Belgien     | 3   | 2 | 1 | 0 | 003:100 | +2    | 05:10  |
| 2.  | Argentinien | 3   | 2 | 0 | 1 | 006:200 | +4    | 04:20  |
| 3.  | Ungarn      | 3   | 1 | 1 | 1 | 012:600 | +6    | 03:30  |
| 4.  | El Salvador | 3   | 0 | 0 | 3 | 001:130 | −12   | 0:60   |

- Ungarn –  El Salvador 10:1 (3:0)

Stadion: Nuevo Estadio (Elche)
Zuschauer: 23.000
Schiedsrichter: al-Doy (Bahrain)
Tore: 1:0 Nyilasi (4.), 2:0 Pölöskei (11.), 3:0 Fazekas (23.), 4:0 Toth (50.), 5:0 Fazekas (54.), 5:1 Ramírez (64.), 6:1 Kiss (69.), 7:1 Kiss (72.), 8:1 Szentes (72.), 9:1 Kiss (76.), 10:1 Nyilasi (83.)
- Argentinien –  Ungarn 4:1 (2:0)

Stadion: Estadio José Rico Pérez (Alicante)
Zuschauer: 32.093
Schiedsrichter: Lacarne (Algerien)
Tore: 1:0 Bertoni (26.), 2:0 Maradona (28.), 3:0 Maradona (57.), 4:0 Ardiles (60.), 4:1 Pölöskei (76.)
- Belgien –  Ungarn 1:1 (0:1)

Stadion: Nuevo Estadio (Elche)
Zuschauer: 37.000
Schiedsrichter: White (England)
Tore: 0:1 Varga (27.), 1:1 Czerniatynski (76.)
Ungarn startete mit einem 10:1 gegen El Salvador und erzielte damit den höchsten WM-Sieg aller Zeiten (Jugoslawien besiegte Zaire am 18. Juni 1974 in Gelsenkirchen mit 9:0 und Ungarn Südkorea am 17. Juni 1954 in Zürich ebenfalls mit 9:0, so dass beide ein gleich hohes Torverhältnis hatten). Dennoch führten die Niederlagen gegen Weltmeister Argentinien und das Unentschieden gegen Vize-Europameister Belgien zum Ausscheiden, wobei Ungarn bis zur 76. Minute noch auf dem zweiten Platz der Gruppentabelle stand. In der Geschichte der Weltmeisterschaften ist kein Team mit einem besseren Torverhältnis in der Vorrunde ausgeschieden als Ungarn 1982.